# A-102 (kosmická mise)
A-102 (SA-7, Saturn-Apollo 7) byla orbitální mise nosné rakety Saturn I. Byla to druhá mise rakety Saturn s maketou velitelského a servisního modulu kosmické lodi Apollo.

## Cíle

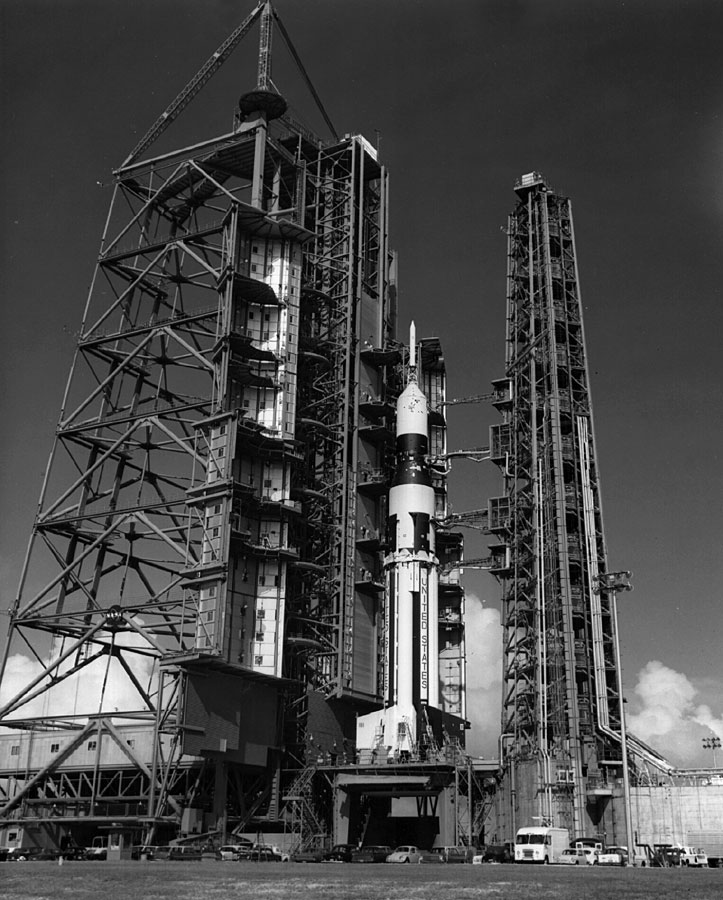
Raketa Saturn I na startovací rampě před misí A-102

Mise měla zopakovat úspěšný předchozí test A-101 a provést letový test makety kosmické lodi Apollo. Maketa Apollo, sériové číslo 15, byla lehce odlišná od makety 13, použité při předchozí misi. Jedna skupina RCS trysek byla vybavena zařízeními pro měření teploty a vibrací při průletu atmosférou. Únikový systém měl pro oddělení použít vlastní zdvihový a hlavní motor. Raketa byla Saturn I byla také lehce modifikována. Změněny byly prvky ozubeného soukolí v turbočerpadlech motorů prvního stupně H-1, právě defekt jednoho z ozubených kol měl na svědomí výpadek jednoho z motorů při předchozí misi. Raketa měla poprvé programovatelný letový počítač. Dříve byly rakety vybaveny předprogramovaným řídícím počítačem, který neumožňoval vypořádat se s neočekávanými událostmi. To se s novým počítačem změnilo, neboť již mohl být přeprogramován za letu a mohl tak být pružně přizpůsoben na zvládnutí neočekávaných poruch, abnormálních aerodynamických podmínek a dalších potenciálně nebezpečných situací.

## Průběh letu
První a druhý stupeň (S-I a S-IV) a přístrojová jednotka IU byly na Cape Canaveral dopraveny v červnu 1964. Při kontrole pohonného systému byla zjištěna trhlina na motoru H-1 číslo šest prvního stupně. Pozemní personál tak měl poprvé provést výměnu motoru na raketě Saturn I, ale později bylo rozhodnuto o demontáži všech osmi motorů a odeslání zpět jejich výrobci (Pratt&Whitney Rocketdyne). Výměna motorů zpozdila start zhruba o čtrnáct dní. Další zdržení si vyžádaly hurikány čtvrtého stupně Cleo a Dora, které se zformovaly koncem srpna. Cleo prošel oblastí Karibiku a zasáhl pobřeží Floridy. Dora zasáhla sever Floridy a přešla přes celý poloostrov.
Start se konal 18. září před polednem místního času. Zážeh prvního stupně trval 147 sekund, poté se úspěšně oddělil. Druhý stupeň byl zažehnut 160 sekund po startu a dohořel 621 sekund po startu. Únikový systém byl odhozen souběžně s prvním stupněm. Přístroje na palubě makety lodi Apollo vysílaly telemetrická data po dobu pěti oběhů. Vstup do atmosféry nastal po padesátém devátém oběhu nad Indickým oceánem. Všechny úkoly byly splněny a mise byla úspěšná. Jen kamerové podvěsy nebyly vyzvednuty, protože dopadly dále od předpokládaného místa.